# Salvator din pasiune
.

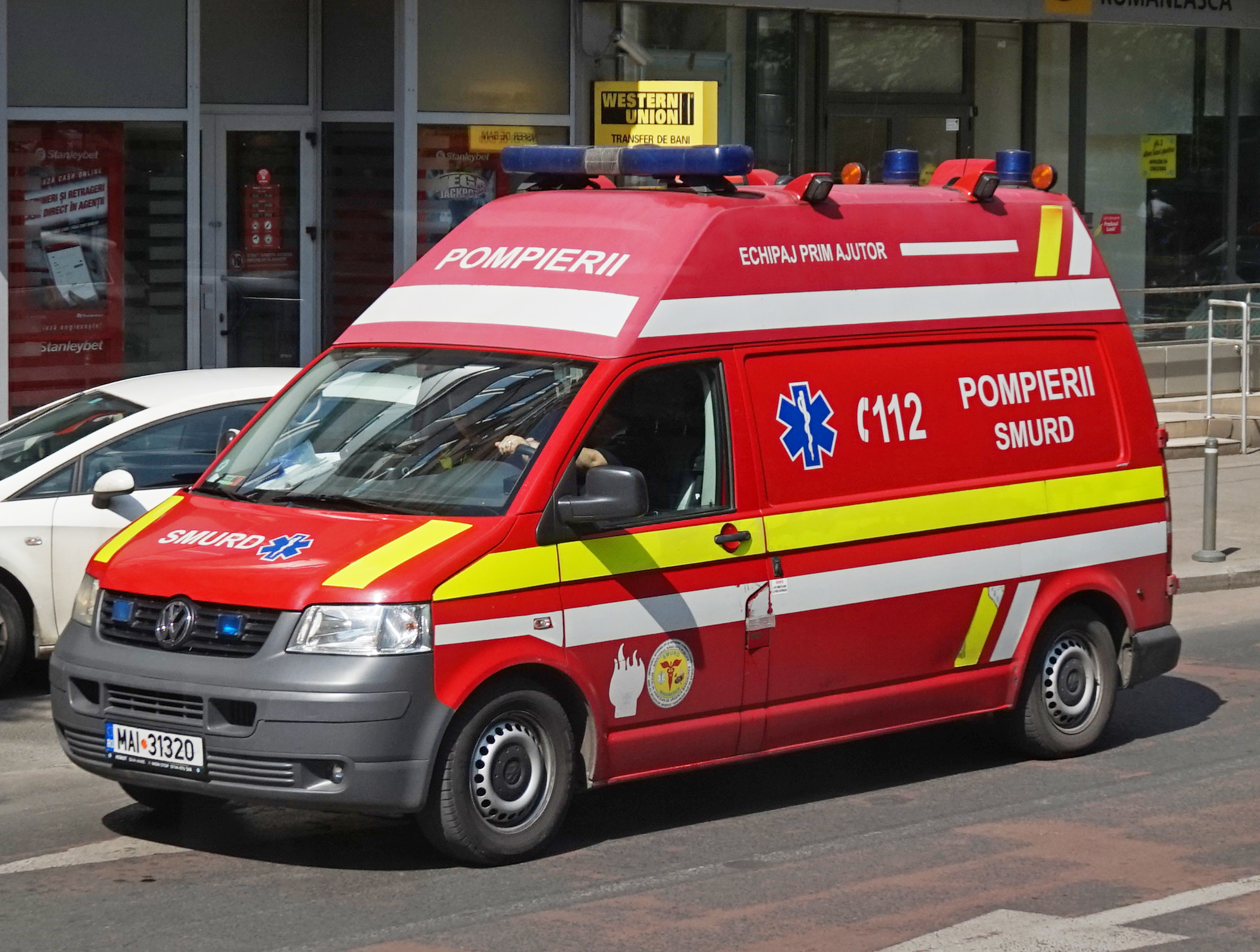
Pompierii - echipaj de prim ajutor

Salvator din pasiune este un proiect, soluție, lansată de Departamentul pentru Situații de Urgență, prin Inspectoratul General pentru Situații de Urgență, pentru a implica voluntarii în cadrul inspectoratelor pentru situații de urgență din România, respectiv în viața comunității.
„Salvator din pasiune” poate fi o sintagmă folosită în anumite contexte istorice sau culturale, ar putea desemna o persoană care, dintr-o motivație profundă și personală (pasiune), a ajutat sau a salvat o comunitate, o cauză sau chiar o națiune.

## Termeni
.

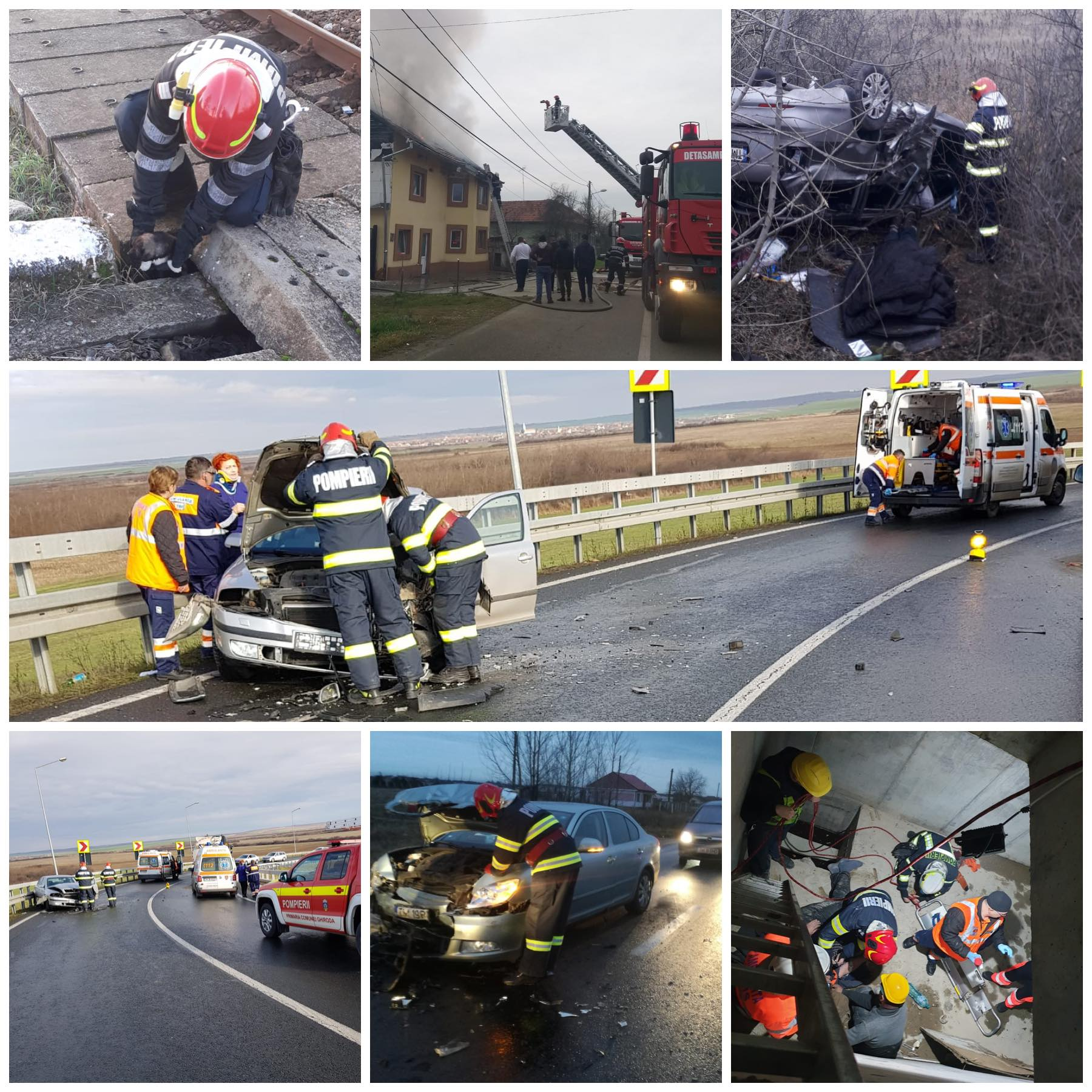
Pompierii și ambulanța din Timișoara la intervenție (descarcerare, acordare prim ajutor, stingerea incendiilor, etc.)

Salvator, sunt persoanele care „salvează” sau poate salva. În religia creștină acest termen face referire la o persoană care aduce salvare sau eliberare și este adesea asociat cu divinitatea se numește „mântuitor” cel care ne izbăvește (de păcate)
Pasiune stare afectivă deosebit de intensă și durabilă pentru cineva sau pentru ceva, dragoste foarte puternică; manifestare, exteriorizare a unui astfel de sentiment. Înclinație vie, însoțită de plăcere pentru obiectul studiat sau pentru profesia exercitată.

## Istoric
Se zice că idea proiectului ,,Salvatori din pasiune” a pornit de la faptul că, oamenii gândesc, simt și acționează conduși de pasiunea de a fi de folos celor din jurul lor. 
În acest sens I.G.S.U. din fiecare județ caută să atragă voluntari la acțiunile pompierilor în situații de urgență (Incendii, inundații, dezastre naturale, epidemii, etc.), învățarea noțiunilor de bază în acordarea primului ajutor calificat, implicarea în acțiunile de ajutor umanitar precum și în cele de popularizare în rândul cetățenilor a măsurilor preventive.

## Despre voluntariat
Voluntariatul este activitatea de interes public desfășurată din proprie inițiativă de orice persoană fizică, în folosul altora, fără a primi o contraprestație materială. Activitatea se desfășoară în domeniul situații de urgență.

### Principii
- participarea ca voluntar, activitate de interes public, neremunerată și bazată pe o decizie liber consimțită a voluntarului;
- implicarea activă a voluntarului în viața comunității;
- desfășurarea voluntariatului cu excluderea remunerației din partea beneficiarului activității;
- participarea persoanelor la activitățile de voluntariat, pe baza egalității de șanse și de tratament, fără discriminări;
- activitatea de voluntariat nu substituie munca plătită;
- caracterul de interes public al activității de voluntariat[6].

## Poveste unui voluntar

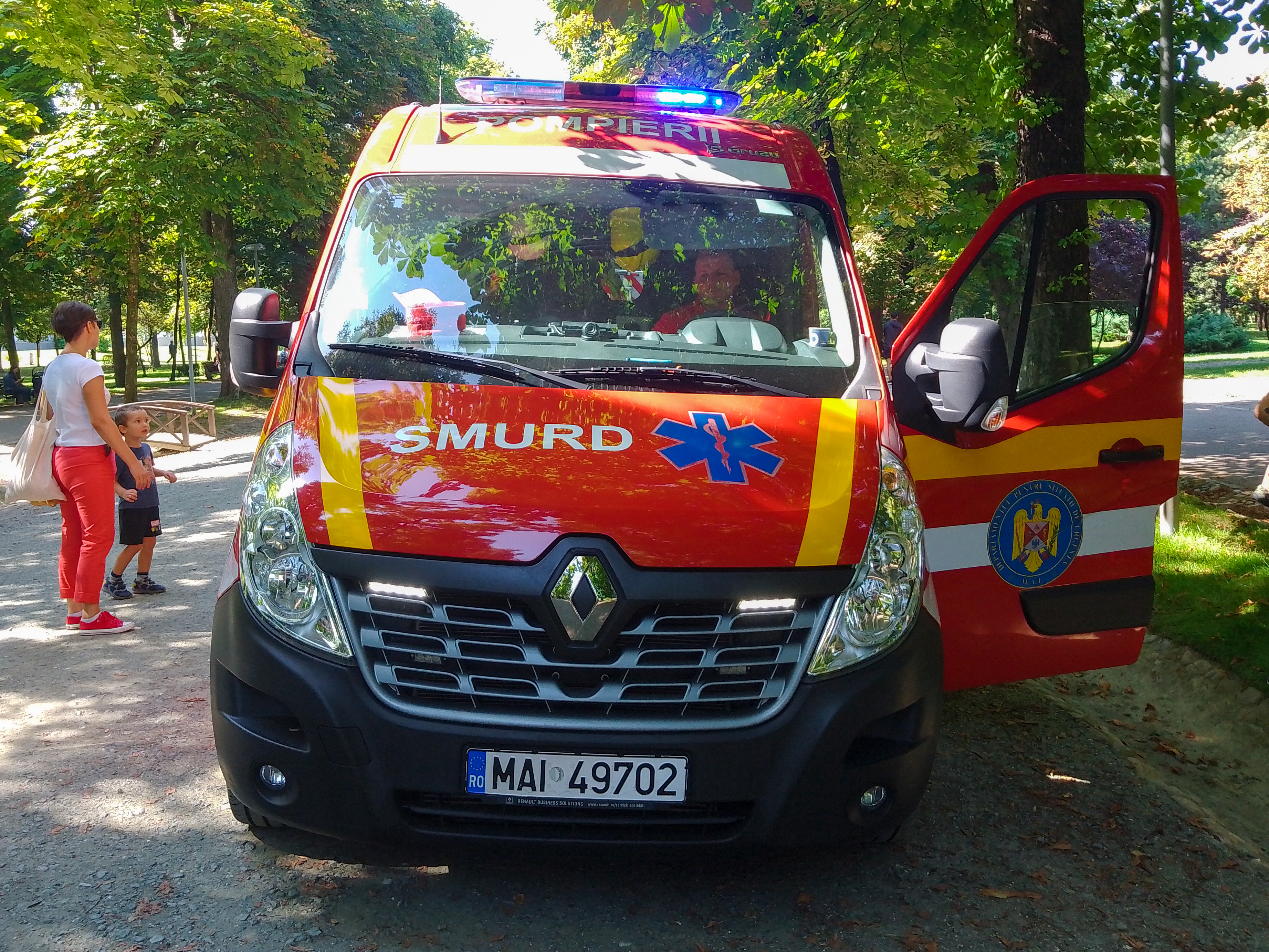
Ambulanță C1 în Cluj-Napoca

Unul dintre cei peste 60 de voluntari activi în cadrul programului „Salvator din pasiune”, program derulat de Inspectoratul pentru Situații de Urgență „Podul Înalt” al județului Vaslui, este Beatrice Codrianu are 19 ani care ajută la salvarea de vieți omenești. Beatrice face totul din plăcere, satisfacția că a salvat cel puțin o persoană reprezentând cea mai bună recompensă. 
Absolventă a Colegiului Național „Gheorghe Roșca Codreanu”, tânăra face voluntariat de peste doi ani și jumătate, atunci era elevă la Colegiul Național din Bârlad. De acest program „Salvator din pasiune” a aflat de la tatăl ei. An de an echipa s-a mărit și tot mai mulți tineri sunt interesați să învețe și să ajute. Îmi place uniforma paramedicilor, modul lor de intervenție, dar și adrenalina pe care o simți la fiecare caz, neștiind cu ce urmează să te confrunți”, a declarat Beatrice Codrianu.Tânăra își dorește să ajungă medic, iar din această toamnă a fost admisă la Universitatea de Medicină și Farmacie „Grigore T. Popa” din Iași. 
„Mi-am dorit încă de mică să ajung medic și toată energia mea a fost direcționată în acest sens. Familia mea m-a inspirat și îndrumat foarte mult. Tatăl meu este pompier și mi-a arătat câtă satisfacție trăiești după o intervenție reușită, în timp ce mama - biolog, m-a adus mai aproape de domeniul medical. Acum văd cum visul meu începe încet-încet să devină realitate. Îmi place foarte mult să ajut oamenii și domeniul medical este cel care mi se potrivește. Mă pregăteam și câte 12 ore pe zi, știam că mă așteaptă examene grele, iar contextul epidemiologic în care multe cursuri erau online, a făcut totul și mai complicat. A fost o perioadă grea, dar peste care mă bucur că am trecut cu bine”, a continuat Beatrice.
După numeroase acțiuni alături de paramedici, tânăra spune că a ajuns să realizeze cât de mult reprezintă secundele și minutele în viața unei persoane, despre cât de important este să îți gestionezi trăirile, dar mai ales despre cât de important este să stăpânești tehnicile de intervenție, pentru a putea lua decizii corecte în situațiile critice.
După terminarea studiilor, Beatrice își dorește să își continue activitatea tot în medicina de urgență, dorința ei cea mai mare fiind aceea de a încadra auto-speciala SMURD tip C1, cu echipaj de terapie intensivă mobilă. „Activitatea de voluntariat o fac din plăcere, o fac pentru mine, pentru experiența mea personală și profesională. Mi-aș dori foarte mult ca la finalul studiilor să profesez în domeniu”, a mai declarat Beatrice Codreanu.

## Condiții la înscriere
- vârsta cuprinsă între 16 și 65 de ani;
- apt din punct de vedere medical;
- să nu fi fost condamnat pentru săvârșirea de infracțiuni cu intenție;
- să nu fi pierdut anterior calitatea de voluntar în cadrul serviciilor Inspectoratelor pentru situații de Urgență[2]

.
Activitatea de voluntariat se desfășoară, pe baza unui contract de voluntariat încheiat între inspectoratele pentru situații de urgență județene respectiv București Ilfov și voluntar, în conformitate cu prevederile Legii nr. 78/2014.
Conform prevederilor legale (H.G. nr.1579 din 8.12.2005 Statutul personalului voluntar cu modificările ulterioare) activitatea de voluntariat în situații de urgență se consideră experiență profesională și/sau în specialitate, în funcție de tipul activității, dacă aceasta este realizată în domeniul studiilor absolvite. Parcursul profesional al voluntarului este confirmat de certificatul nominal de voluntar.

## Etape de pregătire
.

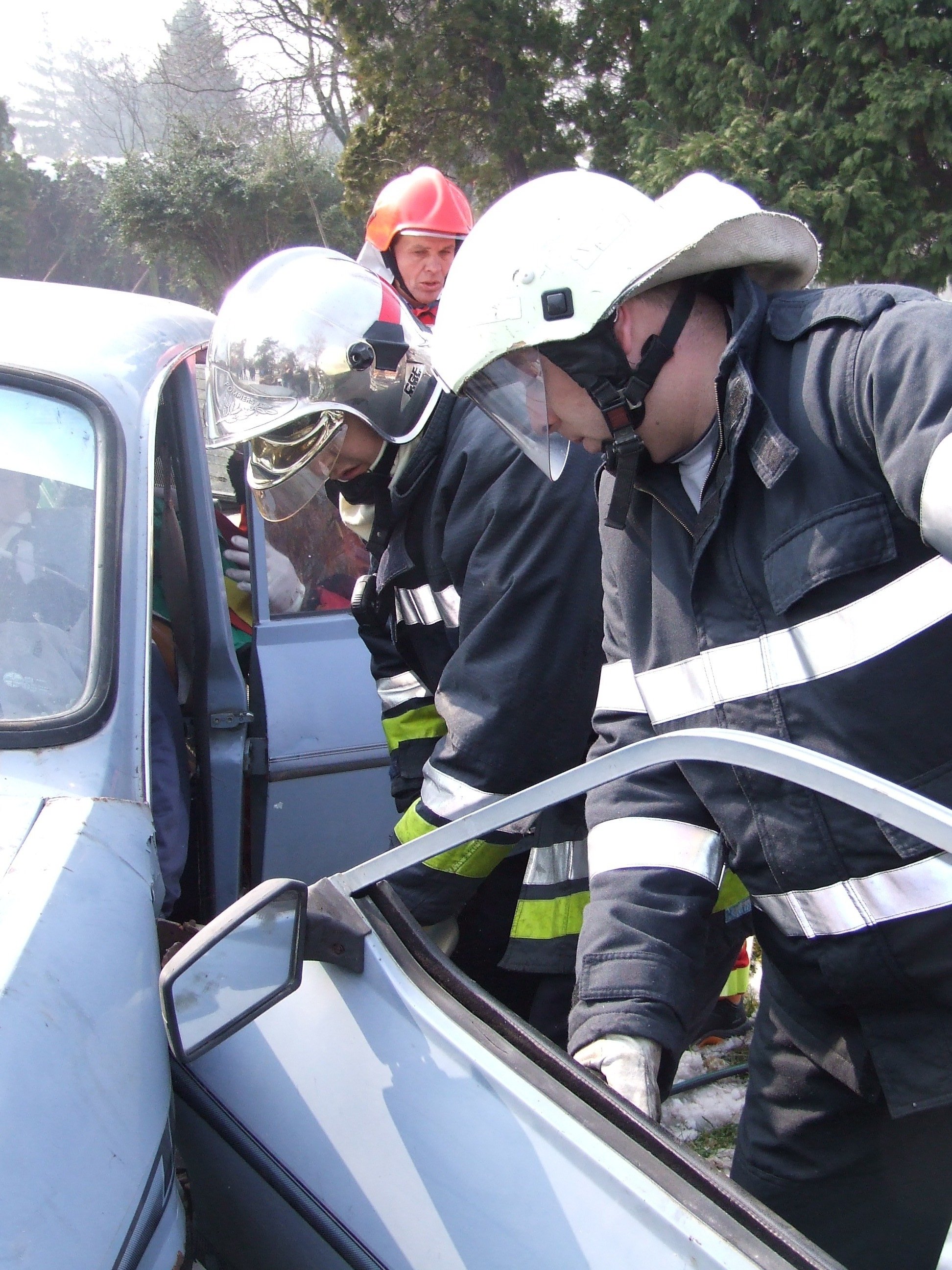
Pompierii în acțiune executând operațiuni de descarcerare

Pregătirea voluntarilor se realizează în mod etapizat în 4 etape, prin parcurgerea de ședințe de pregătire, obținându-se la fiecare clasa de competență. Finalizarea etapei este urmate de susținerea unor examene.
- Voluntar I pot fi cei cu vârsta de peste 16 ani și care au parcurs cursurile de prim-ajutor de bază (fără echipamente medicale). Durata cursurilor 240 de ore de voluntariat;
- Voluntar II pot fi cei cu vârsta de peste 18 ani și care au parcurs cursurile privind intervențiile. Durata cursurilor 240 de ore de voluntariat. Acestora li se va asigura informații prim ajutor calificat, descarcerare și operațiuni de salvare;
- Voluntar III sunt voluntarilor care dispun de contract de voluntariat de cel puțin doi ani, echivalentul a 480 de ore de voluntariat și au absolvit cursurile de prim ajutor de bază. Acești voluntari li se va asigura participarea la cursurile de prim ajutor calificat cu competențe extinse;
- Voluntar IV este clasa de competență care se acordă voluntarilor ce dispun de contract de voluntariat de cel puțin 3 ani, echivalentul a 720 de ore de voluntariat și au absolvit cursul de prim ajutor calificat, cu competențe extinse.

Voluntarii ce dețin clasa de competență III și IV vor urma și cursuri de pregătire pentru intervenția în situații de urgență (căutare-salvare, stingere incendii etc.).
Participarea la intervenții împreună cu echipajele Inspectoratelor pentru Situații de Urgență este condiționată de absolvirea cursului corespunzător.
Voluntarii se pregătesc cot la cot cu pompierii salvatori, iar din acțiunile lor se nasc acele povești despre oamenii care ajută, munca lor poate fi măsurată prin numărul vieților salvate alături de echipajele operative. Ei, cei pasionați de a face bine, zidesc pasiunea pentru oameni în sufletele lor calde în mod voluntar, alături de profesioniști, rămân întipăriți, pentru mult timp, în memoria și rugăciunile celor cărora le-au fost aproape în clipe dificile ale existenței lor. 

## Eveniment
în data de 7.12.2021 o voluntară de la I.S.U. Sibiu a fost decorată  de către Șeful Statului, Klaus Iohannis. Alături de ea, alți 16 voluntari au primit Ordinul „Meritul pentru Promovarea Drepturilor Omului și Angajament Social” în grad de Cavaler.
Maria – Cristina Niță, are 22 ani iar din anul 2016 activează în cadrul programului de voluntariat SMURD SIBIU, încă din vremea când urma Liceul ”Gheorghe Lazăr” din Sibiu. A urmat apoi Școala militară de Subofițeri de Jandarmi „Grigore Alexandru Ghica” Drăgășani iar în momentul de față este încadrată la Inspectoratul de Jandarmi Județean Sibiu General de Brigadă ”Mihail Rasty”.
Conform ISU SIBIU: „Ani întregi și-a dedicat timpul liber, tuturor celor aflați la nevoie participând la peste 3000 misiuni (cazuri medicale, accidente rutiere) cu dedicare și empatie. Plină de dinamism și mereu cu inițiativă a oferit un real sprijin echipajelor de paramedici SMURD precum și colegilor pompieri. Cu toții o prețuim și îi transmitem întreaga noastră considerație atât ei cât și tuturor Voluntarilor SMURD Sibiu.” se arată într-un comunicat oficial. 

## Rezultate
În anul 2022 s-au împlinit 6 ani de la debutul „Proiectului”. Prin această acțiune s-a putut realizat faptul că voluntarii s-au putut implica în folosul comunității pe timpul situațiilor de urgență, dar și pentru prevenirea acesteia, a  crescut responsabilitatea civică și valorile profesionale a acestora. 
De la debut, peste 6.000 de persoane au manifestat interes la acest proiect din dorința de a se alătura pompierilor și misiunilor acestora.
Voluntarii care au participat la intervențiile pompierilor și echipajele operative ale acestora, au parcurs o serie de cursuri, etape de pregătire și misiuni stabilite de Inspectoratului General pentru Situații de Urgență, printre care: noțiunilor de prim ajutor, descarcerare și operațiuni de salvare.
Pe parcursul anului trecut, aceștia au participat la 35.192 de intervenții pentru stingerea incendiilor și acordarea asistenței medicale de urgență, precum și la peste 1.200 activități destinate promovării măsurilor și a modului de comportare specifice tipurilor de risc, în rândul comunităților. În primele trei luni ale acestui an, contribuția acestora la acțiunile derulate în sprijinul celor aflați în dificultate acumulează mai mult de 10.000 de misiuni de prim ajutor și peste 1000 de acțiuni de informare preventivă și umanitare, derulate inclusiv în sprijinul cetățenilor sosiți în România din zona de conflict, la granița cu Republica Moldova și Ucraina, dar și în capitală. 
Suportul acestor voluntari a fost unul extrem de importat datorită volumului și dinamicii situațiilor operative înregistrate la nivel național, aspect reflectat și pe parcursul campaniei de vaccinare, prin participarea în centrele deschise populației și prin desfășurarea de acțiuni de promovare a informațiilor privind beneficiile și importanța acestui act medical pentru sănătatea și siguranța publică.